# Helius (Helius) brevisector
Helius (Helius) brevisector is een tweevleugelige uit de familie steltmuggen (Limoniidae). De soort komt voor in het Afrotropisch gebied.